# Заттльбергер, Николас
Ни́колас Заттльбе́ргер (нем. Nikolas Sattlberger; родился 18 января 2004) — австрийский футболист, полузащитник клуба «Генк».

## Клубная карьера
Уроженец Вены, Заттльбергер выступал за молодёжные команды клубов «Интер АГО» и «Фёрст». В январе 2018 года присоединился к футбольной академии «Рапида». 21 июля 2022 года дебютировал в основном составе «Рапида» в матче второго квалификационного раунда Лиги конференций против польского клуба «Лехия Гданьск». Три дня спустя дебютировал в австрийской Бундеслиге, выйдя в стартовом составе в матче против «Рида».

## Карьера в сборной
Выступал за сборные Австрии до 15, до 16, до 17 и до 18 лет.